# Lijst van voetbalinterlands Denemarken - Sovjet-Unie
Deze lijst van voetbalinterlands is een overzicht van alle officiële voetbalwedstrijden tussen de nationale teams van Denemarken en de Sovjet-Unie. De landen speelden negen keer tegen elkaar, te beginnen met een vriendschappelijke wedstrijd, die werd gespeeld op 23 mei 1956 in Moskou, Sovjet-Unie. Tijdens het laatste duel, een oefenwedstrijd ter voorbereiding op het Europees kampioenschap voetbal 1992, ging de kort daarvoor opgeheven Sovjet-Unie door het leven als het Gemenebest van Onafhankelijke Staten.

## Wedstrijden
| № | Plaats     | Datum             | Competitie           | Wedstrijd                | Uitslag |
| - | ---------- | ----------------- | -------------------- | ------------------------ | ------- |
| 1 | Moskou     | 23 mei 1956       | Vriendschappelijk    | Sovjet-Unie – Denemarken | 5 – 1   |
| 2 | Kopenhagen | 1 juli 1956       | Vriendschappelijk    | Denemarken – Sovjet-Unie | 2 – 5   |
| 3 | Barcelona  | 17 juni 1964      | EK 1964              | Denemarken – Sovjet-Unie | 0 – 3   |
| 4 | Moskou     | 27 juni 1965      | WK 1966 kwalificatie | Sovjet-Unie – Denemarken | 6 – 0   |
| 5 | Kopenhagen | 17 oktober 1965   | WK 1966 kwalificatie | Denemarken – Sovjet-Unie | 1 – 3   |
| 6 | Kopenhagen | 27 juni 1979      | Vriendschappelijk    | Denemarken – Sovjet-Unie | 1 – 2   |
| 7 | Kopenhagen | 5 juni 1985       | WK 1986 kwalificatie | Denemarken – Sovjet-Unie | 4 – 2   |
| 8 | Moskou     | 25 september 1985 | WK 1986 kwalificatie | Sovjet-Unie – Denemarken | 1 – 0   |
| 9 | Brøndby    | 3 juni 1992       | Vriendschappelijk    | Denemarken – GOS         | 1 – 1   |

## Samenvatting
| Competitie        | Totaal gespeeld | Winst Denemarken | Gelijk | Winst Sovjet-Unie | Doelsaldo Denemarken – Sovjet-Unie |
| ----------------- | --------------- | ---------------- | ------ | ----------------- | ---------------------------------- |
| WK-kwalificatie   | 4               | 1                | 0      | 3                 | 5 − 12                             |
| EK-eindronde      | 1               | 0                | 0      | 1                 | 0 − 3                              |
| Vriendschappelijk | 4               | 0                | 1      | 3                 | 5 − 13                             |
| Totaal            | 9               | 1                | 1      | 7                 | 10 − 28                            |

Wedstrijden bepaald door strafschoppen worden, in lijn met de FIFA, als een gelijkspel gerekend.

## Details

### Zevende ontmoeting
| WK 1986 kwalificatie (Kopenhagen, Denemarken, 5 juni 1985):                               |       |                                         |
| Denemarken                                                                                | 4 – 2 | Sovjet-Unie                             |
| Preben Elkjær Larsen 16' Preben Elkjær Larsen 19' Michael Laudrup 61' Michael Laudrup 64' | goals | 25' Oleh Protasov 68' Syarhey Gotsmanav |

### Achtste ontmoeting
| WK 1986 kwalificatie (Moskou, Sovjet-Unie, 25 september 1985): |       |            |
| Sovjet-Unie                                                    | 1 – 0 | Denemarken |
| Oleh Protasov 50'                                              | goals |            |

### Negende ontmoeting
| Vriendschappelijk (Brøndby, Denemarken, 3 juni 1992): |       |                    |
| Denemarken                                            | 1 – 1 | GOS                |
| Bent Christensen 34'                                  | goals | 52' Igor Kolyvanov |